# اولانکایوکی
اولانکایوکی (روسی: Оланга) رودخانه ای از فنلاند و روسیه (جمهوری کارلیا) است که بخشی از سیستم رودخانه کودا است. اولانکایوکی به دریاچه پیائوزرو در جمهوری کارلیا در روسیه و از آنجا توسط رود کودا سر آخر به دریای سفید می‌ریزد. طول آن ۶۷ کیلومتر (۴۲ مایل) در داخل روسیه است و حوضه زهکشی آن ۵۶۷۰ کیلومتر (۲۱۹۰ مایل مربع) است.